# Labia mare
Labia mare (lat. Labium major), sau buzele vaginale mari, reprezintă două pliuri tegumentare, situate longitudinal de la muntelui lui Venus până la perineu. Face parte din vulvă – formațiune ce întrunește toate organele sexuale feminine externe. 

## Etimologie
Denumirea provine de la cuvintele latinești labium – care înseamnă „buză” și majora – „mare”. Ele au fost numite așa deoarece la majoritatea femeilor labiile mari sunt mai îngroșate și acoperă labii mici. Dar, deoarece labiile mici, deseori, proeminează prin fanta vulvei, se utilizează și  expresia de labii externe. În așa caz, labiile mici arată mai voluminoase decât labiile mari și nu ar corespunde denumirii.

## Anatomie
Labiile mari au o lungime de aproximativ 8–10 cm și lățimea de 2-3 cm. Între labii se găsește fanta vulvară – deschizătura în care se află vestibulul vaginal, labiile mici și clitorisul. Fiecare labie prezintă două suprafețe: una externă și alta internă. La finele maturizării, suprafața externă devine rugoasă, pigmentată, având o nuanță mai închisă decât pielea din regiunea învecinată și este acoperită cu păr. Suprafața internă este netedă și lipsită de pilozitate. Tegumentul ambelor fețe este bogate în glande sebacee și glande sudoripare apocrine. În partea anterioare (superioară) cele două labii se unesc formând comisura vulvară anterioară care trece în muntele lui Venus fără a contura o limită bine definită între ele. În partea posterioară, se formează comisura vulvară posterioră, care poate să lipsească la unele femei labiile trecând treptat în perineu. Între comisura posterioară și anus se află corpul perineului cu o lungime de 2,5 – 3 cm.
Din punct de vedere histologic, labiile mari sunt alcătuite din piele, dartos (format din fibre conjunctive, elastice, celule musculare netede), țesut celular subcutanat și sac elastic (format din strat fibroelastic și țesut adipos).
Dimensiunile labiilor mari depind de cantitatea de grăsimi depozitate, fiind mai voluminoase în partea posterioară.

## Funcție
Labiile constituie o protecție a structurilor interne mai sensibile ale vulvei (labiile mici, clitoris). Realizează reglarea termică și, datorită prezenței glandelor sebacee și sudoripare, contribuie la menținerea umidității vestibulului.

## Omologie
Conform structurii, labiile mari corespund scrotul la bărbați.

## Referință
1. ↑  BOLINTINEAN, S.; et al. Anatomia omului. Volumul III: Cavitatea abdomino-pelviană. Semestrul II. Ediție revizuită și adăugită. Timișoara: Editura „Victor Babeș”, 2018. 144 p. ISBN 978-606-786-090-0